# Leopold Adametz
Leopold Adametz (* 11. November 1861 in Feldsberg/Valtice; † 27. Jänner 1941 in Wien) war ein österreichischer Tierzucht- und Vererbungsforscher. Er begründete (neben Carl Kronacher) die moderne Tierzuchtlehre.

## Leben
Leopold Adametz, Sohn eines Brünner Fabrikanten, studierte an der Hochschule für Bodenkultur in Wien und an der Universität Leipzig, 1886 promovierte er zum Dr. phil. Er wurde Assistent von Martin Wilckens und 1888 Privatdozent für Tierzucht. Ab 1891 war er ao. Professor in Krakau, von 1898 bis 1932 war er Professor für Tierproduktenlehre und Morphologie der Haustiere an der Hochschule für Bodenkultur in Wien, wo er in den Jahren 1901 und 1902 auch Rektor war. Sein Lehrbuch der allgemeinen Tierzucht (1926) wurde ins Spanische, Russische, Kroatische, Polnische und Tschechische übersetzt. Er war Mitglied der Österreichischen Akademie der Wissenschaften und wurde 1906 zum Mitglied der Leopoldina gewählt. Eine Todesnachricht erschien im Völkischen Beobachter vom 28. Januar 1941.

## Werke
- Untersuchungen über Capra prisca, einer ausgestorbenen Stammform unserer Hausziegen. Mitt. d. landwirtsch. Lehrkanzel d. k. k. Hochschule f. Bodenkultur, Wien, 3, S. 1–21, Wien 1914
- Herkunft und Wanderung der Hamiten, erschlossen aus ihren Haustierrassen. Wien 1920
- Über neolithische Ziegen des östlichen Mitteleuropas. Z. f. Tierzüchtung u. Züchtungsbiologie usw., 12, S. 65–83, Berlin 1928